# Musaranya de les illes Nicobar
La musaranya de les illes Nicobar (Crocidura jenkinsi) és una espècie de musaranya endèmica de les Illes Nicobar. Fou anomenada en honor de la zoòloga Paulina «Paula» D. Jenkins.